# هاتف ضوئي

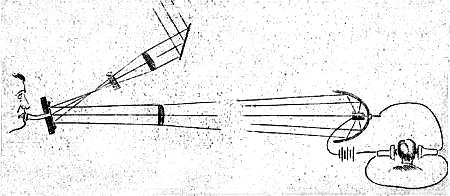

الهاتف الضوئي هو جهاز اتصالات يسمح بإرسال الكلام على حزمة من الضوء. اختُرع بالاشتراك بين ألكساندر جراهام بيل ومساعده تشارلز سومنر تاينتر في 19 فبراير 1880، في مختبر بيل في شارع «1325 L» في واشنطن العاصمة. وقد أصبح كلاهما في وقت لاحق شركاء كاملين في رابطة مختبر فولتا، التي أنشئت ومُولت من قبل بيل. في 3 يونيو 1880، أرسل مساعد بيل رسالة هاتفية صوتية لاسلكية من سطح مدرسة فرانكلين إلى نافذة مختبر بيل، على بعد حوالي 213 متر (حوالي 700 قدم).
اعتقد بيل أن الهاتف الضوئي هو اختراعه الأكثر أهمية. من بين الثمانية عشر براءة اختراع التي مُنحت باسم بيل وحدها، والإثني عشر براءة شارك بها مع المتعاونين معه، كانت أربع براءات اختراع للهاتف الضوئي، التي أشار إليها بيل بأنه «أعظم إنجازاته»، حيث أخبر أحد المراسلين قبل وفاته بفترة وجيزة بأن الهاتف الضوئي كان «أعظم اختراع [صنعته] على الإطلاق، أعظم حتى من الهاتف».
كان الهاتف الضوئي بمثابة مقدمة لأنظمة الاتصالات بالألياف الضوئية التي حققت استخدامًا عالميًا شهيرًا بدءًا من الثمانينيات. أصدرت براءة الاختراع الرئيسية الخاصة بالهاتف الضوئي (براءة الاختراع الأمريكية 235.199 لجهاز التأشير والاتصال، والتي يطلق عليها اسم الهاتف الضوئي) في ديسمبر 1880، قبل عقود عديدة من وجود تطبيقات عملية لمبادئه.

## التصميم
كان الهاتف الضوئي مشابهًا للهاتف المعاصر، إلا أنه استخدم الضوء المعدل كوسيلة للإرسال اللاسلكي بينما اعتمد الهاتف على الكهرباء المعدلة المنقولة عبر دارة سلكية موصلة.

وصف بيل الخاص للمعدل الضوئي:
لقد وجدنا أن أبسط أشكال الأجهزة لإنتاج التأثير يتكون من مرآة مستوية من مادة مرنة في الجهة الخلفية بحيث يوجه صوت المتحدث إليها. تحت تأثير الصوت، تصبح المرآة محدبة ومقعرة بالتناوب وبالتالي تُبعثر وتُكثف الضوء بالتناوب.
وبالتالي، يتباين سطوع شعاع الضوء المنعكس، كما يلاحظ من موقع المستقبل، وفقًا لتغيرات تردد الصوت في ضغط الهواء «الأمواج الصوتية» التي أثرت على المرآة.
في شكله الأولي، كان مستقبل الهاتف الضوئي أيضًا غير إلكتروني، باستخدام التأثير الضوئي الصوتي. وجد بيل أنه يمكن استخدام العديد من المواد كمحول مباشر إلى الضوء. أثبت «أسود الكربون» أنه ممتاز. باستخدام حزمة معدلة بالكامل من ضوء الشمس كإشارة اختبار، أنتج أحد تصميمات المستقبل التجريبية، والذي يستخدم فقط رواسب من أسود الكربون، نغمة وصفها بيل بأنها «عالية بشكل مؤلم» بالنسبة لأذن مضغوطة على مقربة من الجهاز.
في شكله الإلكتروني النهائي، استخدم مستقبل الهاتف الضوئي كاشف ضوئي بسيط من خلية سيلينيوم في بؤرة عدسة مرآة قطع مكافئ. تباينت المقاومة الكهربائية للخلية (ما بين حوالي 100 و300 أوم) بشكل عكسي مع تساقط الضوء عليها، أي أن مقاومتها كانت أعلى عند الإضاءة الخافتة، وأخفض عند الإضاءة العالية. أخذت خلية السيلينيوم مكان الميكروفون الكربوني «وهو أيضًا جهاز متغير المقاومة» في دارة ما كان من ناحية أخرى في الأساس عبارة عن هاتف عادي، يتكون من بطارية وسماعة كهرومغناطيسية والمقاومة المتغيرة، وكلها متصلة بالتسلسل. عدل السيلينيوم التيار المتدفق عبر الدارة، وأعيد تحويل التيار إلى اختلافات في ضغط الهواء «صوت» بواسطة السماعة. في خطابه أمام الجمعية الأمريكية لتقدم العلوم في أغسطس عام 1880، منح بيل الفضل في العرض التوضيحي الأول لنقل الكلام عن طريق الضوء إلى السيد «آي. سي. براون» من لندن في خريف عام 1878.
نظرًا لأن الجهاز يستخدم طاقة مشعة، اقترح العالم الفرنسي «إرنست ميركادير» أن الاختراع لا ينبغي أن يُطلق عليه اسم «الهاتف الضوئي» «فوتو فون»، ولكن «الهاتف اللاسلكي» «راديو فون»، حيث تعكس مراياه طاقة الشمس المشعة في نطاقات متعددة بما في ذلك نطاق الأشعة تحت الحمراء غير المرئي. استخدم «بيل» الاسم لفترة من الوقت، لكن لا يجب الخلط بينه وبين الاختراع اللاحق «الهاتف اللاسلكي» الذي استخدم موجات الراديو.

## أول اتصالات صوتية لاسلكية ناجحة
أثناء قضائه شهر العسل في أوروبا مع عروسه مابيل هوبارد، قرأ بيل على الأرجح خاصية السيلينيوم المكتشفة حديثًا بأنه له مقاومة متغيرة عندما يؤثر عليه الضوء، في ورقة كتبها روبرت سابين كما نُشرت في مجلة «نيتشر» في 25 أبريل 1878. استخدم سابين عدادًا لرؤية تأثيرات الضوء الساقط على السيلينيوم المتصل بدارة بالبطارية. ومع ذلك، جادل بيل أنه من خلال إضافة جهاز استقبال هاتفي إلى نفس الدارة، سيكون قادرًا على سماع ما يمكن أن يراه سابين فقط.
بصفته زميل بيل السابق، توماس واتسون، كان مشغولًا بشكل كامل كمشرف على التصنيع في شركة بيل للهواتف الناشئة في بوسطن، ماساتشوستس، عين بيل تشارلز سومنر تاينتر، صانع الآلات الذي كان قد سبق تعيينه في «لجنة ترانزيت أوف فينوس الأمريكية عام 1874»، لمختبره الجديد في «شارع أل» في واشنطن، بمعدل 15 دولارًا في الأسبوع.
في 19 فبراير، عام 1880، تمكن الثنائي من صنع هاتف ضوئي يعمل في مختبرهما الجديد عن طريق ربط مجموعة من حواجز شبكية معدنية بحاجب العدسة (الديافراجم)، مع شعاع من الضوء يعترض طريقه حركة المشابك استجابةً للأصوات المنطوقة. عند سقوط شعاع الضوء المعدل على مستقبل السيلينيوم، كان بيل، مستخدمًا سماعاته، قادرًا على سماع صوت تاينتر وهو يغني «أولد لانج سايني».
في تجربة 1 أبريل 1880 في العاصمة واشنطن، تواصل بيل وتاينتر على بعد حوالي 79 مترًا (259 قدمًا) على طول زقاق إلى النافذة الخلفية للمختبر. بعد ذلك ببضعة أشهر في 21 يونيو، نجحوا في التواصل بوضوح على مسافة حوالي 213 مترًا (حوالي 700 قدم)، مستخدمين أشعة الشمس العادية كمصدر للضوء، حيث أدخلت الإضاءة الكهربائية العملية إلى الولايات المتحدة من قبل إديسون. جعل المرسل في تجاربهم الأخيرة أشعة الشمس تنعكس على سطح مرآة رفيعة جدًا متمركزة في نهاية أنبوب للتحدث؛ عندما تُتحدث الكلمات فإنها تتسبب في تقلب المرآة بين المحدبة والمقعرة، مما يؤدي إلى تغيير مقدار الضوء المنعكس من سطحه إلى المستقبل. وتحدث تاينتر، الذي كان على سطح مدرسة فرانكلين، مع بيل، الذي كان يستمع في مخبره والذي أشار إلى تاينتر من خلال التلويح بقبعته بقوة من النافذة، على النحو المطلوب منه.
وكان المستقبل مرآة قطع مكافئ مع خلايا السيلينيوم في محرقها. أجريت من سطح مدرسة فرانكلين إلى مختبر بيل في «شارع 1325 أل»، وكان هذا أول اتصال هاتفي لاسلكي رسمي في العالم (بعيدًا عن مختبرهم)، مما يجعل من الهاتف الضوئي أول أنظمة الهاتف الصوتي اللاسلكي المعروفة في العالم، قبل 19 عامًا على الأقل من أول إرسال لموجات الراديو المنطوقة. قبل أن يختتم بيل وتاينتر أبحاثهما من أجل الانتقال إلى تطوير «غراف فون»، ابتكروا حوالي 50 طريقة مختلفة لتعديل وفك التعديل أشعة الضوء للاتصالات الهاتفية البصرية.